# Saint-Malo-de-Phily
Saint-Malo-de-Phily (en bretó Sant-Maloù-Fili) és un municipi francès, situat a la regió de Bretanya, al departament d'Ille i Vilaine. L'any 2006 tenia 786 habitants.

## Demografia
| 1962                                       | 1968 | 1975 | 1982 | 1990 | 1999 |
| ------------------------------------------ | ---- | ---- | ---- | ---- | ---- |
| 648                                        | 659  | 647  | 637  | 671  | 657  |
| Des de 1962: població sense dobles comptes |      |      |      |      |      |

## Administració
| Període   | Identitat      | Partit |
| --------- | -------------- | ------ |
| 2001-2008 | Victor Gilorin |        |
| 2008-     | Bernard Tirel  |        |